# Harold Meade Stratton
Harold Meade Stratton, também conhecido como Harry Stratton (Troy Center, Wisconsin, 12 de novembro de 1879 – Milwaukee, 14 de março de 1962), foi um engenheiro mecânico e empresário estadunidense,  presidente da Stratton Grain Company, e também co-fundador e diretor da fábrica de motores Briggs & Stratton.